# 瑞爾 (喬治亞州)
瑞爾（英語：Rayle）是一個位於美國喬治亞州威爾克斯縣的城鎮。

## 地理
瑞爾的座標為33°47′25″N 82°53′48″W / 33.79028°N 82.89667°W，而該地的平均海拔高度為214米（即702英尺）。

## 人口
根據2010年美國人口普查的數據，瑞爾的面積為2.40平方千米，當中陸地面積為2.40平方千米，而水域面積為0.00平方千米。當地共有人口189人，而人口密度為每平方千米79人。